# Атлетика на Летњим олимпијским играма 1896 — скок мотком за мушкарце
Такмичење у дисциплини скок мотком за мушкарце, на Олимпијским играма 1896. одржано је 10. априла на стадиону Панатинаико. Ово је било четврто такмичење у скакачким дисциплинама. За такмичење се пријавило 5 такмичара из 2 земље три из Грчке и два из САД. Победили су Американци. Први је био Велс Хојт, другопласирани Алберт Тајлер, док су треће место поделили Јоанис Теодоропулос и Евангелос Дамаскос.

## Земље учеснице
- Грчка {3}
- САД (2)

## Рекорди пре почетка такмичења
| Најбољи резултат на свету | 3,49                           | Волтер Родебанк                | САД                            |                                | 1895.                          |
| Олимпијски рекорд         | први пут на олимпијским играма | први пут на олимпијским играма | први пут на олимпијским играма | први пут на олимпијским играма | први пут на олимпијским играма |

## Освајачи медаља
| Велс Хојт САД | Алберт Тајлер САД | Евангелос Дамаскос Грчка Јоанис Теодоропулос Грчка |

## Нови рекорди после завршетка такмичења
| Олимпијски рекорд | 30,30 | Велс Хојт | САД | Атина, Грчка | 10. април 1896. |

## Финале
10. април
| Плас.               | Такмичар           | Држава | Резултат |
| ------------------- | ------------------ | ------ | -------- |
|                     | Велс Хојт          | САД    | 3,30 ОР  |
|                     | Алберт Тајлер      | САД    | 3,20     |
|                     | Евангелос Дамаскос | Грчка  | 2,60     |
| Јоанис Теодоропулос | Грчка              | 2,60   |          |
| 5.                  | Василиос Ксидас    | Грчка  | 2,40     |

### Детаљи
| Пл.                 | Такмичар           | Држава | 2,40 | 2,50 | 2,60 | 2,70 | 2,80 | 2,90 | 3,00 | 3.10 | 3,20 | 3,30 | 3,40 |
| ------------------- | ------------------ | ------ | ---- | ---- | ---- | ---- | ---- | ---- | ---- | ---- | ---- | ---- | ---- |
|                     | Велс Хојт          | САД    | -    | -    | -    | -    | +    | +    | +    | +    | +    | +    | x    |
|                     | Алберт Тајлер      | САД    | -    | -    | -    | -    | +    | +    | +    | +    | +    | x    | -    |
|                     | Евангелос Дамаскос | Грчка  | +    | +    | +    | x    | -    | -    | -    | -    | -    | -    | -    |
| Јоанис Теодоропулос | Грчка              | +      | +    | +    | x    | -    | -    | -    | -    | -    | -    | -    |      |
| 5                   | Василиос Ксидас    | Грчка  | +    | x    | -    | -    | -    | -    | -    | -    | -    | -    | -    |

Сва три Грка су прескочила почетну висину од 2,40 метара. Летвица је подигнута за 10 центиметара и на тој висини отпада Ксидис. Остала два Грка прескачу 2,60 али оба отпадају на 2,70 и деле треће и четврто место. Амерички пар подижу летвицу на 2,80 и изводе своје прве скокове и немају било какве потешкоче. Тајлер није могао прескочити 3,30 и остаје као други са 2,20, а Хојт обара 3,40 метара и са 3,30 осваја прво место и поставља олимпијски рекорд.